# Musaranya cuacurta d'Elliot
La musaranya cuacurta d'Elliot (Blarina hylophaga) és una espècie de mamífer de la família de les musaranyes (Soricidae) que es troba a Nebraska, Iowa, Texas, Missouri, Arkansas, Oklahoma i Louisiana.